# 李模 (唐朝)
李模（?—?），唐朝宗室，襄邑王李神符的玄孙，临川郡公李德懋的曾孙，左卫将军李思齐之孙，鄜城令李知贤之子。
李模在唐肃宗至德年间为猗氏县令。史思明陷洛阳，掠夺诸县，李模率众抗拒。唐德宗贞元二年（786年）三月，以司农卿李模为黔中观察使。贞元三年（787年）唐德宗下令京兆府将太仆丞郑方逵锢身递送黔州，付李模安置在僻远之州驱使。李模官至太子宾客，死后赠太子太保，谥敬。

## 子孙
- 李词，太子宾客、守散骑常侍
  - 李颢钧，吏部郎中
- 李话，将作监
- 李谞，明州刺史
  - 李从规，左谏议大夫
  - 李从矩，怀州刺史
  - 李从毅，字仁卿，检校刑部郎中
    - 李竦，字特卿

  - 李从晦，字含章，兴元节度使、检校工部尚书
    - 李伸，国子监主簿
    - 李俶，司农寺主簿
    - 李擢，字大用
    - 李拙，成都府参军
    - 李招
    - 李择，字仁表，尚书右丞

  - 李从乂，太常卿，赠礼部尚书
    - 李濬沖，右拾遗
    - 李濬源，检校户部员外郎
    - 李润甫，太子左庶子
      - 李敬愉，左谏议大夫
        - 李仁峤，试协律郎
        - 李仁峻，弘文馆校书郎
          - 李惟邈

      - 李敬悦，大理司直
        - 李昌忠
        - 李昌岳，摄泉州衙推
          - 李惟植

        - 李昌屿
          - 李梨

    - 李琡，字德昭，嫁孟启

  - 李从师，太子左赞善大夫
  - 李从吉，江陵少尹
  - 李从方，太子左庶子
  - 李从贞，宗正少卿
  - 李从实，咸阳县尉、史馆修撰
- 李诲，福建观察使